# Хон Сан Су
Хон Сан Су (кореј. 홍상수; Сеул, 25. октобар 1960) је јужнокорејски филмски редитељ и сценариста.

## Младост
Хонови родитељи су били власници филмске продукцијске куће Синетел Соул. Хон је полагао пријемни испит и уписао се на позоришни одсек на Универзитету Чунг-Анг у Јужној Кореји. Затим је студирао у Сједињеним Државама где је дипломирао на Калифорнијском колеџу за уметност и занате и магистрирао на Школи Института за уметност у Чикагу.

## Каријера
Хон је као редитељ дебитовао са 35 година у филму The Day a Pig Fell into the Well  1996. Woman is the Future of Man (2004) био је његов први филм који је приказан у конкуренцији на Филмском фестивалу у Кану.
Хонови филмови су такође приказани на Међународном филмском фестивалу у Берлину, Венецијанском филмском фестивалу и филмском фестивалу у Локарну.
Добио је Prix Un Certain Regard на Филмском фестивалу у Кану 2010. за Hahaha, награду Сребрног леопарда за најбољу режију на Међународном филмском фестивалу у Локарну 2013. за Our Sunhi и Златног леопарда на Међународном филмском фестивалу у Локарну 2015. за Right Now, Wrong Then. Његов филм The Woman Who Ran из 2020. освојио му је Сребрног медведа за најбољу режију на 70. Берлинском међународном филмском фестивалу.

## Филмски стил
Постоје одређени елементи који се обично налазе у Хоновим филмовима. Типичан Хон филм наглашава тему домаћег реализма са многим сценама смештеним на стамбеним улицама, кафићима, хотелима, школама и на степеништу стамбених зграда. Ликови у филму се виде како шетају градом, пију соју и имају секс. Главни ликови у његовим филмовима су често филмски редитељи или глумци, а сцене се обично састоје од једног кадра, који често почиње и завршава се зумом камере. Буџети за његове филмове у просеку су око 100.000 долара.
Хон је често спонтан када снима, приказује дневну сцену ујутру након снимања и често мења приче током снимања. Ретко припрема сценарије унапред. Уместо тога, Хон почиње са основним упутством и пише своје сцене ујутру на дан снимања, правећи измене током дана. Хон почиње дан снимања у 4 сата ујутро када почиње да пише дијалог за снимање тог дана. Хон такође развија блиске односе са глумцима због алкохола и цигарета и понекад снима одређене сцене док су глумци под утицајем.
Хонов стил је упоређиван са стилом Ерика Ромера, а чак се тврдило да се алузије на Ромерове филмове појављују у неким филмовима које је режирао Хон.